# Amfo'an

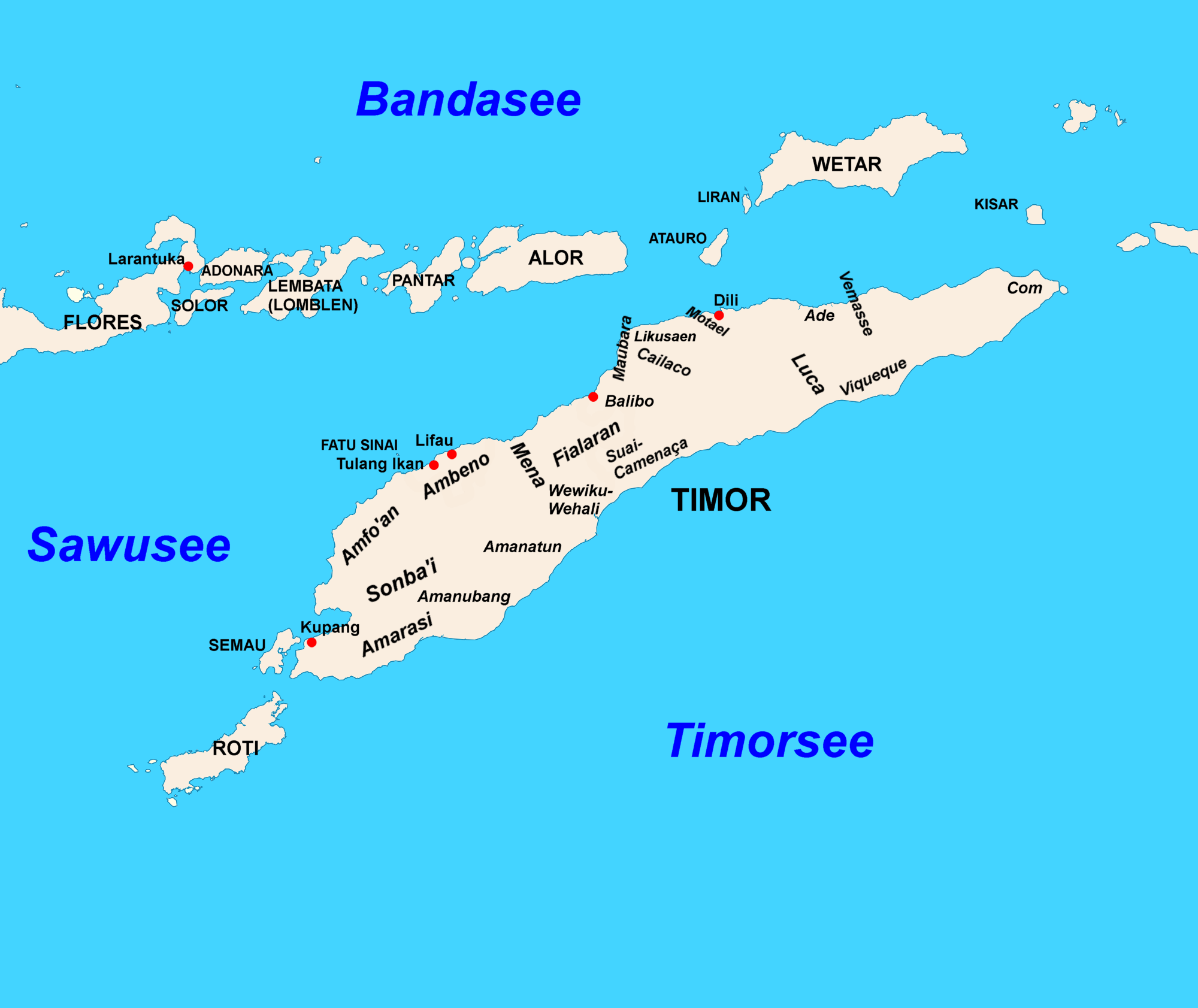
Timor und Nachbarinseln im 17. und 18. Jahrhundert

Amfo'an (Amfoan, Amfoang, auch Snick-Snack genannt) war ein Reich im Nordwesten Timors. Die Bewohner gehörten zur Volksgruppe der Atoin Meto.

## Geschichte

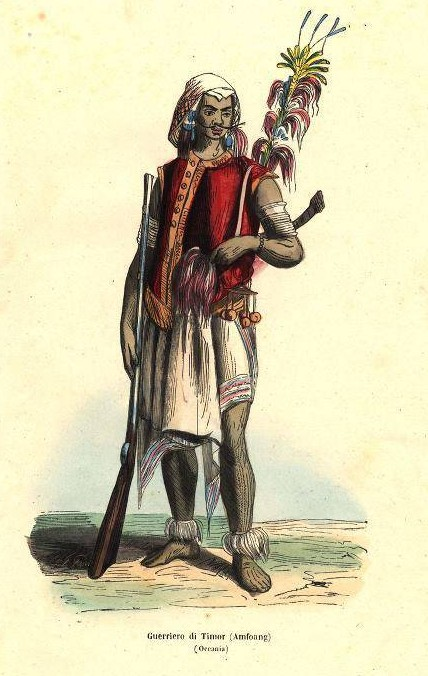
Meo aus Amfo'an

Im 16. Jahrhundert erreichten die Portugiesen Timor, ihnen folgten hundert Jahre später die Niederländer. Es begann der Kampf um die Vormachtstellung auf der Insel zwischen den beiden Kolonialmächten. Die verschiedenen timoresischen Reiche, in die die Insel zersplittert war, schlossen abwechselnd Bündnisse mit den beiden Parteien und auch mit den Topasse, einer Mischbevölkerung, die im portugiesischen Teil Timors lange Zeit die wirkliche Macht in Händen hielten.

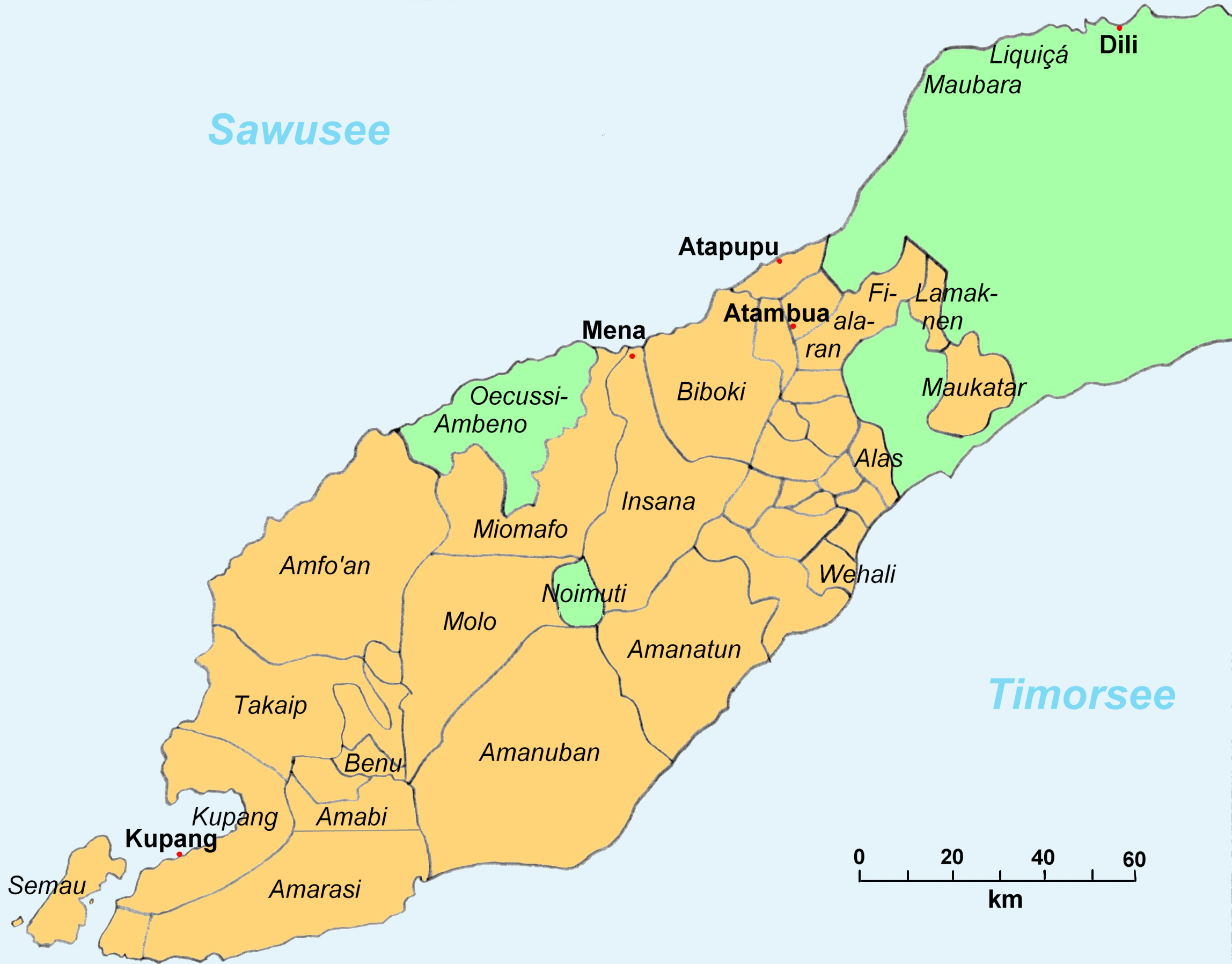
Amfo'an auf einer Karte Timors um 1911

Amfo'an war der westliche Nachbar von Oecussi und Ambeno, dem Zentrum der Portugiesen und Topasse auf Timor. Trotzdem war ihr Einfluss auf Amfo'an beschränkt. 1659 lebte hier nach niederländischen Quellen nur ein Geistlicher. Laut niederländischen Quellen des 17. Jahrhunderts überschnitt Sonba’i sich mit dem Reich von Amfo'an. Sonba’i hatte in Westtimor eine traditionelle Führungsrolle.
1683 suchte Nai Toas, militärischer Führer Amfo'ans und Bruder des Königs, zusammen mit 154 seiner Leute Zuflucht in Kupang. Aufgrund seiner Popularität befürchtete er vom König ermordet zu werden. Weitere Flüchtlinge folgten und siedelten in Oescape, nahe Kupang. Im selben Jahr schloss Amfo'an ein Bündnis mit der Niederländischen Ostindien-Kompanie (VOC) und wurde einer der „fünf loyalen Alliierten“ der Niederländer, die bis in das 18. Jahrhundert den kleinen Machtbereich der Niederländer auf Timor bildeten.
Nach 1756 hatten die Niederländer die Oberhoheit über Westtimor, auch wenn die lokalen Herrscher (Rajas) noch immer die direkte Kontrolle über ihre Gebiete hatten. Die koloniale Macht blieb schwach. 1800 teilte sich durch Betreiben der Niederländer Amfo'an in zwei Teile: Amfoan Naikliu (Naiklioe) und Amfoan Timau (Timoe, auch Sorbian oder Amfo'an-Sorbian). Der Raja von Amfo'an Naikliu regierte nur über den Ort Naikliu und einige kleine Dörfer, während der Raja von Amfo'an Timau die Berge und das Landesinnere. 1864 bis 1870 kämpften die Sonba’i und die Sorbian von Amfo'an im Reich von Kupang um die Nutzungsrechte einiger Betelpalmen. 1910 kam es zur Wiedervereinigung von Amfo'an unter Talnoni, dem Herrscher von Amfo'an Naikliu. Seine Dynastie wurde aber nicht von allen Einwohnern anerkannt.
Im 20. Jahrhundert übernahmen die Kolonialherren endgültig die Regierungsgewalt. Der Herrscher war aber noch bis 1962 eine lokale Autorität.

## Amfo'an heute
Amfo'an ist heute Teil des indonesischen Westtimors. Es ist unterteilt in mehrere Distrikte (Kecamatan) im Regierungsbezirk Kupang:
- Amfoang Barat Daya (Südwest-Amfoang)
- Amfoang Barat Laut (Nordwest-Amfoang)
- Amfoang Utara (Nord-Amfoang)
- Amfoang Selatan (Süd-Amfoang)
- Amfoang Tengah (Zentral-Amfoang)
- Amfoang Timur (Ost-Amfoang)

Noch heute wird ein Raja von Amfo'an gekrönt. Der heutige Träger des Titels ist seit dem 27. September 2001 Robert Gordon Manoh. Er ist der vierte Sohn des letzten regierenden Rajas. Er ist Mitglied im Lokalparlament.